# Џулијен Алфред
Џулијен Алфред (енгл. Julien Alfred; 10. јун 2001) је атлетичарка из Свете Луције, спринтерка која је освојила златну медаљу на Летњим олимпијским играма 2024. у трци на 100 метара. Њена медаља је била прва олимпијска медаља за Свету Луцију. Потом је освојила сребро на 200 метара. Алфред је такође освојила златну медаљу на 60 метара на Светском првенству у дворани 2024.

## Биографија
Алфред је рођена у јужној Кастриској заједници Цицерон. Њен отац је умро када је имала 12 година. Похађала је основну школу у Светој Луци (2013–2015) и средњу школу на Јамајци (2015–2018). Затим је стекла диплому на Универзитету Тексас у Сједињеним Државама, комбинујући академске студије и атлетику.

### Међународни успеси
Алфред је трчала  у финалима Светског првенства 2023. у Будимпешти, и заузела 5. место на 100 метара и 4. место на 200 метара.
Освојила је злато у дисциплини 60 метара на Светском првенству у дворани 2024. у Глазгову, са временом од 6,98 секунди. Била је то прва медаља Свете Луције једном на Светском атлетском првенству у дворани.
Освојила је злато у дисциплини 100 метара за жене на Летњим олимпијским играма 2024. у Паризу са националним рекордом од 10,72 секунде, што је Светој Лусији донело прву олимпијску медаљу у историји. Она је такође освојила сребрну медаљу на 200 метара са временом од 22,08 секунди, завршивши као друга иза Габријеле Томас.

## Достигнућа

### Међународна такмичења
| Година | Такмичење                   | Место                   | Позиција | Дисциплина | Резултат | Белешка |
| ------ | --------------------------- | ----------------------- | -------- | ---------- | -------- | ------- |
| 2018   | Олимпијске игре младих      | Буенос Ајрес, Аргентина | 2.       | 100 м      | 11.23    |         |
| 2023   | Светско првенство           | Будимпешта, Мађарска    | 5.       | 100 м      | 10.93    |         |
| 2023   | Светско првенство           | Будимпешта, Мађарска    | 4.       | 200 м      | 22.05    |         |
| 2024   | Светско првенство у дворани | Глазгов, Шкотска        | 1.       | 60 м       | 6.98     |         |
| 2024   | Олимпијске игре             | Париз, Француска        | 1.       | 100 м      | 10.72    |         |
| 2024   | Олимпијске игре             | Париз, Француска        | 2.       | 200 м      | 22.08    |         |